# Ivon Moore-Brabazon
Ivon Anthony Moore-Brabazon, 3e baron Brabazon de Tara (né le 20 décembre 1946), est un homme politique conservateur britannique. 

## Biographie
Il fréquente la Harrow School et commence sa carrière à la Bourse de Londres et dans l'industrie du fret. 
Il siège à la Chambre des lords en tant que conservateur et, de 1984 à 1986, il est whip de la Chambre des lords au sein du gouvernement de Margaret Thatcher. Il devient ensuite sous-secrétaire d'État parlementaire au ministère des Transports, occupant ce poste jusqu'en 1989. Lord Brabazon est ensuite nommé ministre d'État au ministère des Affaires étrangères et du Commonwealth. Au début de 1990, il est retourné au ministère des Transports en tant que ministre d'État, occupant ce poste jusqu'à son départ aux élections générales de 1992. 
Avec l'adoption de la House of Lords Act 1999, Brabazon et presque tous les autres pairs héréditaires ont perdu leur droit automatique de siéger à la Chambre des Lords. Il est cependant élu comme l'un des 92 pairs héréditaires élus à rester à la Chambre des Lords en attendant l'achèvement de la réforme de la Chambre des Lords. 
En 2001, il est élu vice-président des comités et, par conséquent, démissionne des bancs conservateurs et est devenu membre non affilié de la Chambre des lords. Cela signifie qu'il n'est associé à aucun parti ni aux Crossbenchers. Il est président des comités de 2002 à 2012, date à laquelle il revient sur les bancs conservateurs. Il démissionne de la Chambre des lords le 28 avril 2022.
Lord Brabazon est un sous-lieutenant de l'île de Wight. 

## Mariage et enfants
Il épouse Harriet Frances Hamilton, fille de Mervyn Peter de Courcy Hamilton, le 8 septembre 1979. Ils ont un fils et une fille: 
- Benjamin Moore-Brabazon (né le 15 mars 1983)
- Anabel Mary Moore-Brabazon (née en 1985)